# شاه‌کش
شاه کُش فیلمی به کارگردانی و نویسندگی وحید امیرخانی و تهیه‌کنندگی عباس نادران و محصول سال ۱۳۹۶ است.
وحید امیرخانی، پیش از این فیلم کمدی در مدت معلوم را کارگردانی کرد. این کارگردان اکنون سراغ یک درام معمایی- اجتماعی رفته که در سکوت خبری مراحل کسب مجوز آن طی شده‌است. مهناز افشار و هادی حجازی‌فر نقش‌های اصلی شاه کُش را برعهده دارند.
این فیلم از متقاضیان سی و ششمین دوره جشنواره فیلم فجر بود که از راهیابی به این رویداد جا ماند.

## خلاصه داستان
در خلاصه داستان «شاه کُش» آمده‌است: «گوزنِ قرمز از پشتِ صخرهٔ یخ‌زده، نگاهی به مردِ شکارچی که سیگاری دود می‌کند می‌اندازد. گرگ، مچاله از سرما سرفه‌ای می‌کند. گوزنِ قرمز: می‌خواد چی کار کنه؟ گرگ: نمیدونه می‌خواد چی کار کنه. گوزنِ قرمز: اینا که نمی‌دونن می‌خوان چی کار کنن خطرناک‌ترن… من برمی‌گردم!»

## بازیگران
| بازیگر           | نقش    |
| ---------------- | ------ |
| مهناز افشار      | آیدا   |
| هادی حجازی‌فر     | منصور  |
| مهدی کوشکی       | جهان   |
| مجید صالحی       | میثم   |
| فرید سجادی حسینی | صدری   |
| علیرضا کمالی     | عادل   |
| سوگل قلاتیان     | مارال  |
| پیمان مقدمی      | بهنام  |
| ملودی موسوی      | پریناز |

## ساخت
داستان «شاه کُش» که پیش تولید آن نزدیک به دو ماه به طول انجامیده، در برف و کولاک می‌گذرد. طبق شنیده‌ها «شاه کُش» داستان یک مرگ مشکوک در ارتفاع چند صد متری ست.
تولید این فیلم نیاز به شرایط آب و هوایی طوفانی داشته و همین موضوع تولید آن را پیچیده کرده‌است. چراکه داستان فیلم در یک هتل در برف و کولاک روایت می‌شود، ولی در فیلم مشخص نمی‌شود که این هتل در کجا قرار دارد و ۷۰ درصد از فیلم در یک دکور بزرگ ضبط شده که این دکور در یک سوله در تهران ساخته شده که شبیه‌سازی آن حدود یک ماه زمان برده‌است.
عباس نادران، فرزند الیاس نادران -نماینده اصولگرای ادوار مجلس و از اعضای حزب جمعیت ایثارگران- تهیه‌کنندگی «شاه‌کُش» را برعهده دارد. نادران که سابقه تهیه مستندهای مذهبی را داشته، اکنون در مقام تهیه‌کنندگی یک فیلم سینمایی ظاهر شده و همین موضوع پرسش‌هایی را در خصوص چگونگی صدور پروانه تهیه‌کنندگی این فرد و جذب سرمایه چند میلیاردی برای این فیلم مطرح کرده‌است.
مراحل کسب مجوز و پیش تولید این فیلم در سکوت کامل خبری طی شد و خبر صدور پروانه ساخت این فیلم هیچ‌گاه از سوی سازمان سینمایی اعلام نشد. همین موضوع انتقاداتی را از سوی برخی رسانه‌ها در خصوص نقش سازمان سینمایی نیست و شورای عالی تهیه‌کنندگان دربارهٔ صدور پروانه تهیه‌کنندگی برای شخصی که سابقهٔ تهیه و سرمایه‌گذاری در فیلم‌های بلند نداشته، همراه داشته‌است.

## موسیقی
| شماره | نام                     | خواننده       | مدت  |
| ----- | ----------------------- | ------------- | ---- |
| ۱.    | «شاه‌کش» (تیتراژ پایانی) | حمید ماهی صفت | ۳:۵۲ |